# Bivolari (gmina)
Bivolari – gmina w Rumunii, w okręgu Jassy. Obejmuje miejscowości Bivolari, Buruienești, Soloneț, Tabăra i Traian. W 2011 roku liczyła 4180 mieszkańców.